# Mikko Leppilampi
Mikko Johannes Leppilampi, född 22 september 1978 i Pälkäne, är en finsk skådespelare och musiker. 
Han blev berömd efter sin debutfilm, Helmiä ja sikoja. Hans första musikalbum var självbetitlat och gavs ut 10 maj 2006. Han har även sjungit in filmmusiken till vissa av de filmer han medverkat i. 
Leppilampi var programledare för Eurovision Song Contest 2007 i Helsingfors tillsammans med Jaana Pelkonen. Sedan 2010 till 2021 han var programledare för Dansar med stjärnor på MTV3.
Han gifte sig med Emilia Vuorisalmi sommaren 2005 och på hösten samma år föddes parets dotter. De skilde sig 2011.